# Chorągiew husarska prywatna Jana Baranowskiego
Chorągiew husarska prywatna Jana Baranowskiego – chorągiew husarska prywatna (koronna) I połowy XVII wieku, okresu wojen ze Szwedami i Moskwą.
Szefem tej chorągwi był wojewoda sieradzki Jan Baranowski. Chorągiew wzięła udział w wojnie polsko-szwedzkiej 1626-1629 w liczbie 150 koni.